# Oscar López
Oscar López (ur. 11 grudnia 1937 w Lanús, Argentyna) – argentyński piłkarz, grający na pozycji pomocnika, trener piłkarski.

## Kariera piłkarska

### Kariera klubowa
W 1957 rozpoczął karierę piłkarską w Independiente. Następnie występował w klubach Banfield, Boca Juniors i Quilmes. W 1971 zakończył karierę piłkarza w Banfield.

## Kariera trenerska
Po zakończeniu kariery piłkarza rozpoczął pracę szkoleniowca. Najpierw trenował argentyńskie kluby Arsenal Sarandí, Ferro Carril Oeste, Banfield, Deportivo Español, Quilmes, San Lorenzo, Sporting Cristal, Textil Mandiyú, Huracán i Racing. Na początku 2002 stał na czele ormiańskiego klubu Pjunik Erywań. 26 lipca 2002 został mianowany na stanowisko selekcjonera narodowej reprezentacji Armenii, którą prowadził do końca roku. W 2003 opuścił Pjunik.

## Sukcesy i odznaczenia

### Sukcesy trenerskie
Pjunik Erywań
- mistrz Armenii: 2002
- zdobywca Pucharu Armenii: 2002
- zdobywca Superpucharu Armenii: 2002